# Judy Williams
Judith Yvonne (Judy) Williams (Colney Heath, 25 februari 1944 – Amsterdam, 16 augustus 2024) was een Brits tafeltennisser, die langdurig in Nederland verbleef en speelde.
Ze was dochter van radiotechnicus William en Marjorie Williams. Zelf was ze enige tijd getrouwd met een coffeeshophouder aan de Korte Kolksteeg.
Ze raakte al snel in de ban van het tafeltennis toen de familie naar Hatfield (Hertfordshire) was verhuisd; ook haar broer Peter was er in zijn jonge jaren bezeten van. Ze oefenden op een tafeltennistafel in het pension dat hun ouders er uitbaatten. Ze speelde ook tennis en squash. In die periode begon ze te spelen in plaatselijke (jeugd)competities en toernooien voor onder de 15, als ook in het dubbelspel. Tussen 1974 (emigratie) en 1994 (pensioen) werkte ze als wetenschappelijk redacteur en vertaalster, ze sprak meerdere talen en had gestudeerd aan de Universiteit van Birmingham (Duits en Russisch), voor de Koninklijke Shell in Nederland waar ze in de kelder mocht oefenen. Ze zou langer tafeltennissen dan bij Shell werken.
In 1974 kwam ze naar Nederland en sloot zich aan bij het tafeltennisteam van Delta Lloyd (Nederlands kampioen 1974 en 1976), dat bij het intrekken van de profstatus overging in Amsterdam '78. Ze had toen al enige Britse successen gekend met in 1966 deelname aan het wereldkampioenschap tafeltennis 1966 en het Engels kampioenschap tafeltennis 1968-1969, dat ze daadwerkelijk won. Binnen de Nederlandse tafeltenniswereld nam ze talloze keren mee aan Nederlandse kampioenschappen, maar ze was in 1995 op 51-jarige leeftijd de tel kwijt. Ze werd er in 1975 tweede. Daartegenover stond een pijnlijke degradatie uit de superliga, dat aan haar werd toegeschreven, aldus zijzelf. Ze was jaloers op de opkomende Bettine Vriesekoop waarbij alles natuurlijk leek te komen, terwijl zij er hard voor moest werken. Desalniettemin deed ze als 51-jarige opnieuw mee aan het Nederlands kampioenschap; ze deed mee als 31ste op de nationale ranglijst; ze werd toen al geplaagd door versleten heupen, maar kon het tafeltennissen niet laten; ze vond het verslavend. In de jaren tachtig en negentig haalde ze nog prijzen op binnen het veteranentafeltennis. Bij Amsterdam '78 was ze, eenmaal gepensioneerd, manusje-van-alles, ze trainde, coachte, chauffeerde en zat in het bestuur. Ze zou actief blijven tot circa 2019.
Haar lichaam takelde langzaam af en ook de coronapandemie zat haar dwars. Na een lang verblijf in een ziekenhuis in 2022 werd ze verpleegd in het Flevohuis, verhuisde nog naar Eben Haëzer aan Wisseloord (Amsterdam-Zuidoost), waar ze op tachtigjarige leeftijd overleed. Ze werd begraven of gecremeerd op Westgaarde. 